# Толмань
Толма́нь (луговомар. Талман, Толман) — река в республике Марий Эл и Кировской области, левый приток Немды (бассейн Волги).
Длина 43 км, площадь бассейна 373 км². Замерзает в начале ноября, вскрывается во 2-й половине апреля. Питание главным образом снеговое. Река характеризуется высоким половодьем, которое приходится на апрель и начало мая, низкой летней и зимней меженью. Территория водосбора занята в основном сельскохозяйственными угодьями, имеется 5 прудов общей площадью 123,2 га. Вода реки используется для хозяйственных нужд, рыборазведения, рекреации и в противопожарных целях.

## Притоки

Бассейн Вятки

Притоки (место впадения от устья):
- Орья (4,5 км, левый)
- Каванерка (12 км, левый)
- Вильялка (правый)
- Аляндур (левый)
- Костюшевка (правый)
- Шолонер (левый)
- Ноля (левый)
- Шура (правый)

## Населённые пункты
Населённые пункты — Чигирешево, Ешимово, Мишкино, Куршенер, Толмань-Ибраево, Большая Лумарь, Большое Танаково, Изаньга, Малая Лумарь, Федотово, Антоново, Демушенки, Куанпамаш, Нижний Кугенер, Комичи, Коряковцы, Яснур, Козловцы, Малая Шимшурга, Большая Шимшурга, Илюшкино, Шудомарино, Кутейники.

## Данные водного реестра
По данным государственного водного реестра России относится к Камскому бассейновому округу, водохозяйственный участок реки — Вятка от города Котельнич до водомерного поста посёлка городского типа Аркуль, речной подбассейн реки — Вятка. Речной бассейн реки — Кама.
По данным геоинформационной системы водохозяйственного районирования территории РФ, подготовленной Федеральным агентством водных ресурсов:
- Код водного объекта в государственном водном реестре — 10010300412111100037341
- Код по гидрологической изученности (ГИ) — 111103734
- Код бассейна — 10.01.03.004
- Номер тома по ГИ — 11
- Выпуск по ГИ — 1